# Federalismo europeu
Desde os anos 1950, a integração europeia tem visto o desenvolvimento de um sistema supranacional de governança, sendo que as suas instituições avançaram a partir do conceito de intergovernamentalismo simples e direcionamento a um sistema federalizado. No entanto, com o Tratado de Maastricht, de 1993, novos elementos intergovernamentais foram introduzidos juntamente com sistemas mais federais, tornando mais difícil definir a União Europeia. A UE, que opera através de um sistema híbrido de intergovernamentalismo e supranacionalidade, não é oficialmente uma federação — embora vários observadores acadêmicos consideram que a união tem as características de um sistema federal.

## História
No Congresso de Aquisgrão de 1818, o czar Alexandre I, como o internacionalista mais avançado da época, sugeriu uma espécie de união europeia permanente e até mesmo propôs a manutenção de forças militares internacionais para fornecer os Estados reconhecidos com apoio contra alterações por violência.
Um movimento pan-europeu ganhou algum impulso a partir da década de 1920 com a criação da União Pan-Europeia, baseado no manifesto Paneuropa, de 1923, escrito por Richard Nikolaus Graf Coudenhove-Kalergi, que apresentou a ideia de um Estado europeu unificado. O movimento, liderado por Coudenhove-Kalergi e posteriormente por Otto von Habsburg, é o mais antigo movimento de unificação europeia. Suas ideias influenciaram Aristide Briand, que fez um discurso em favor de uma união europeia na Liga das Nações em 8 de setembro de 1929 e, em 1930, quando escreveu o Memorando sobre a Organização de um Regime de União Federal Europeia para o governo da França.
No final da Segunda Guerra Mundial, o clima político favorecia a unidade na Europa Ocidental, visto por muitos como uma fuga das formas extremas de nacionalismo, que tinham devastado todo o continente. Em um discurso proferido em 9 de setembro de 1946 na Universidade de Zurique, na Suíça, Winston Churchill postulou os "Estados Unidos da Europa".
Uma das primeiras propostas concretas e bem-sucedidas de cooperação europeia veio em 1951 com a Comunidade Europeia do Carvão e do Aço. Desde então, a Comunidade Europeia evoluiu gradualmente para a União Europeia, onde uma série de domínios políticos de seus Estados-membros esperam beneficiar-se ao trabalharem juntos.
O processo de partilha de poderes intergovernamentais, a harmonização das políticas nacionais e a criação e aplicação de instituições supranacionais, é o chamado processo de integração europeia. Para além do objetivo vago de uma "união cada vez mais estreita" na declaração de 1983 sobre a União Europeia, a UE (ou seja, seus governos membros) não tem nenhuma política atual para criar uma federação ou confederação.
O debate sobre a unidade da Europa é muitas vezes vago quanto ao conceito que define Europa. A palavra "Europa" é amplamente usada como um sinônimo para a União Europeia, apesar de alguns países do continente europeu ainda não estarem na UE e alguns da UE não serem parte da Europa continental (como a Guiana Francesa).
A tese, por vezes referida como uma "Europa de várias velocidades", prevê um tipo alternativo de integração europeia, onde os países da UE que querem uma união mais integrada podem acelerar a sua própria integração, enquanto que outros países podem ir em um ritmo mais lento ou cessarem uma maior integração completamente. Exemplos atuais específicos incluem a Zona Euro e o Espaço Schengen, que nem todos os Estados-membros optaram por participar.

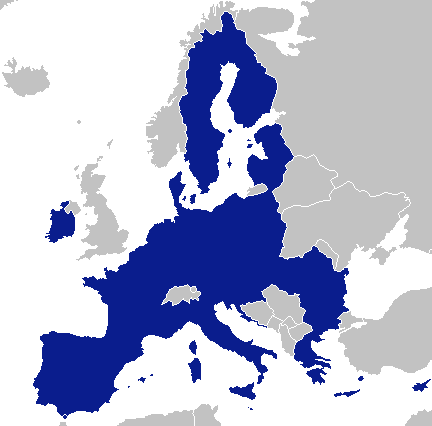
União Europeia
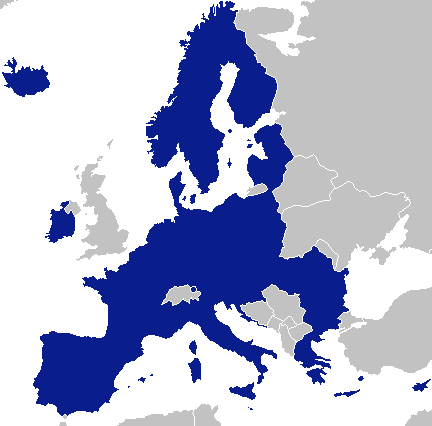
Espaço Econômico Europeu
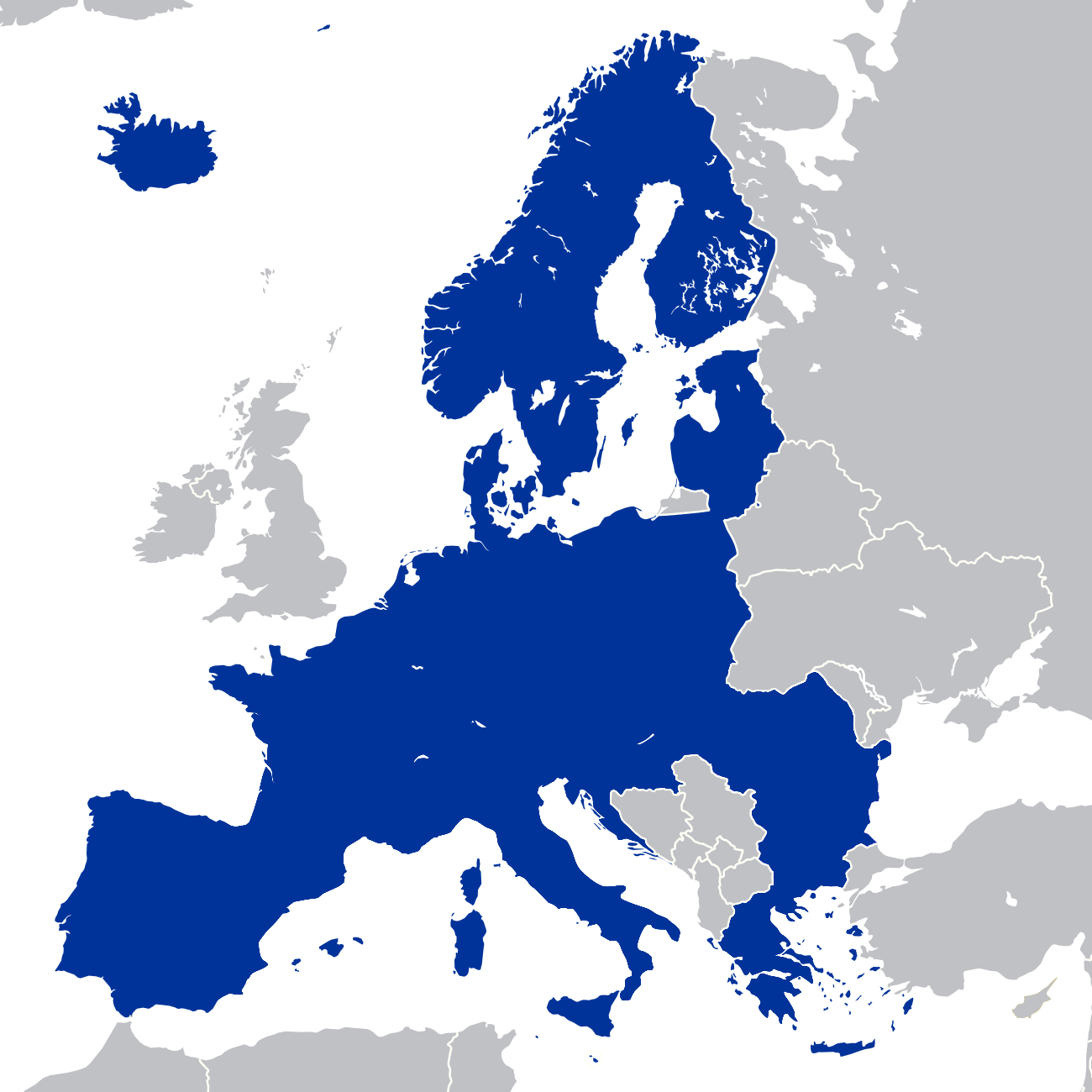
Espaço Schengen
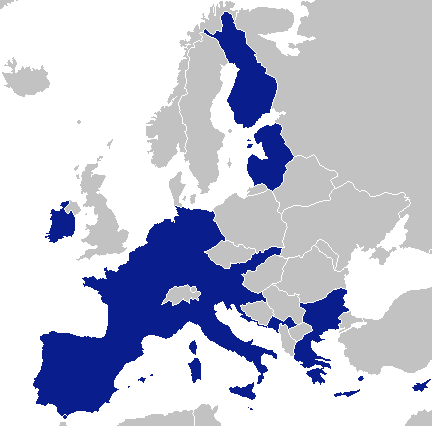
Zona Euro